# 易县三彩罗汉像

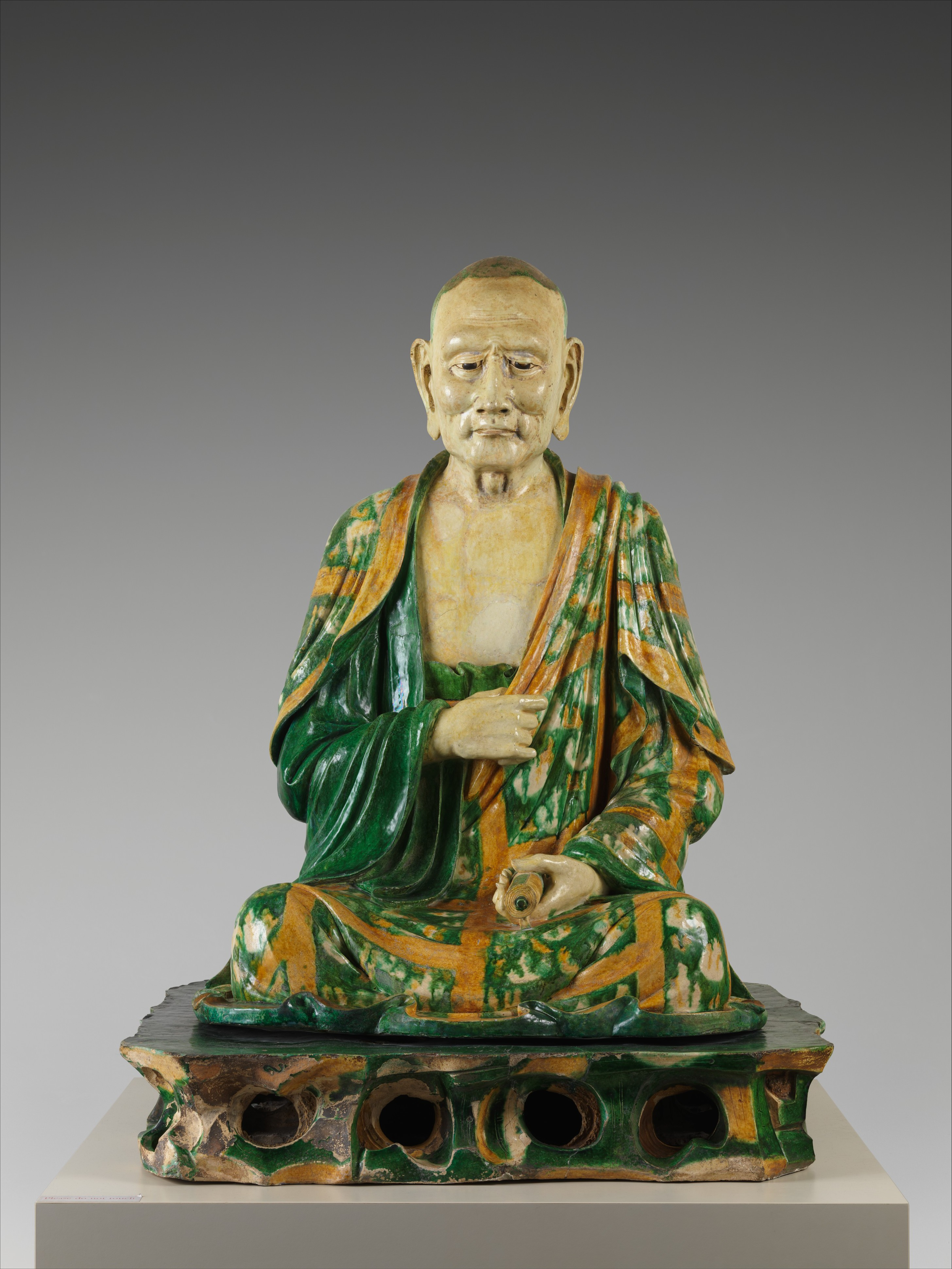
美国大都会艺术博物馆藏易县三彩罗汉像

易县三彩罗汉像是一组辽金时期的等身三彩罗汉像，20世纪初出土于河北易县。组像原先可能有16或18尊，对应释迦牟尼得道弟子十六罗汉或十八罗汉。现存10尊均流落海外，主要由欧美各博物馆所收藏。这组罗汉像是中国历史上罕见的写实主义雕像，被认为是世界上最重要的陶瓷组像之一。梁思成在《中国雕塑史》中评价易县罗汉像“其妙肖可与罗马造像比”、“不亚于意大利文艺复兴时最精作品也”。

## 发现历史
清末民初时专门在中国收集古代佛教造像的德国人弗里德里希·帕金斯基在其1920年出版的《寻找众神：中国行记》（Von Chinas Göttern – Reisen in China）一书中记载了易县罗汉像发现的经过。1912年，他在北京一古玩市场看到一尊令其惊叹的真人等身罗汉像。在他表示要买下时被告知已被一日本人寺泽鹿之助订走。最终他从寺泽鹿之助处打探到这尊罗汉像来自河北易州（今易县）八佛洼睒子洞。当年秋，他住进易县清西陵永福寺。在向导的带领下，他来到睒子洞，却没有发现罗汉像的踪迹。后来得知已有外国古董商雇用当地人将罗汉像偷运下山。其中部分罗汉像在运输时摔碎，剩下的则被外国古董商或当地人藏起。最终他在当地衙门见到了两尊被没收的罗汉像。此后有约8尊运往海外，在西方文物收藏界引起了轰动。
此后，著名古董商卢芹斋也到易县淘宝。他在此发现了留在易县的最后一尊罗汉像，同时又收购了一些岩石底座卖给欧美各博物馆以安放罗汉像。

## 年代
这组罗汉像通体施三彩釉，因为与唐三彩类似，最初被认为是唐代所造。后来的进一步研究则对其断代有北宋、辽、金等多种不同意见，一般认为属辽代时期，根據現代定年，製作時間可能是在金朝。1996年，理查德·史密斯（Richard Smithies）使用热释光测年法对宾夕法尼亚大学考古学与人类学博物馆所藏罗汉像进行测试，将其年代定为836年至1222年。此后斯图亚特·弗莱明（Stuart Fleming）对该断代有所修正，认为其年代应为1110年至1310年间。

## 现存三彩罗汉像
现存三彩罗汉像有10尊，主要收藏于欧美各博物馆。此外，在罗汉像出土地的易县博物馆现有一尊复原像。
| 图片 | 城市                 | 收藏地                             | 备注                                                                                             |
| ---- | -------------------- | ---------------------------------- | ------------------------------------------------------------------------------------------------ |
|      | 美国纽约州纽约市     | 大都会艺术博物馆                   | 大都会所藏两尊之一（年老） 1921年购自于Laiyuan & Company                                         |
|      | 美国纽约州纽约市     | 大都会艺术博物馆                   | 大都会所藏两尊之一（年轻） 1920年购自于弗里德里希·帕金斯基                                       |
|      | 美国马萨诸塞州波士顿 | 波士顿美术馆                       | 头部补塑购自于日本山中商会                                                                       |
|      | 美国宾夕法尼亚州费城 | 宾夕法尼亚大学考古学与人类学博物馆 | 1914年购自于Worch of Paris（Edgar Worch)                                                         |
|      | 美国密苏里州堪萨斯城 | 纳尔逊-阿特金斯艺术博物馆          | 卢芹斋 1933-1934年 1934年通过William Rockhill Nelson Trust购藏                                   |
|      | 英国伦敦             | 大英博物馆                         | 英国艺术基金会1913年赞助购藏购自于 S M Franck & Son （页面存档备份，存于）                       |
|      | 加拿大安大略省多伦多 | 皇家安大略博物馆                   | 头部补塑 H.D. Warren （页面存档备份，存于）女士赠予                                              |
|      | 法国巴黎             | 吉美国立亚洲艺术博物馆             | 是否属于组像存疑                                                                                 |
|      | 俄罗斯圣彼得堡       | 埃尔米塔日博物馆                   | 仅存头部与少量躯干部分，原为柏林亚洲艺术博物馆所藏，二战后被带至苏联，2001年在圣彼得堡重新被发现 |
|      | 日本长野县轻井泽町   | Sezon现代美术馆                    | 松方幸次郎旧藏，头部补塑                                                                         |